# Избы (гмина Усьце-Горлицке)
И́збы (русин. Iзбы, пол. Izby) — село в Польше, находящееся на территории гмины Усце-Горлицке Горлицкого повята Малопольского воеводства.

## География
Село находится в 10 км от Усце-Горлицке, в 24 км от Горлице и в 106 км от Кракова.

## История
В 1769—1772 годах в селе Избы находился лагерь Казимира Пулавского.
В селе до Второй мировой войны проживали лемки, которые в 1946—1947 годах были переселены во время операции «Висла» на западные территории Польши.

## Туризм
Через село проходят пеший туристический маршрут.